# (231937) 2001 FO32
(231937) 2001 FO32 è un asteroide near-Earth. Questo asteroide fa parte della categoria degli asteroidi Apollo, che  incrociano da vicino l'orbita della Terra. L'eccentricità orbitale è stimata 0,826, mentre la magnitudine assoluta è 17,7.

## Caratteristiche

### Formazione
Come tutti gli asteroidi, questi oggetti si sono formati a partire dalle nebulose primordiali che hanno dato origine al Sole in seguito alla frammentazione dei planetesimi, oggetti facenti parte della nebulosa della giovane Terra che non avevano dimensioni sufficienti per trasformarsi in pianeti.

### Dimensioni
In base alla sua magnitudine assoluta e alla sua albedo l'asteroide ha un diametro stimato compreso tra 0,767 e 1,714 km, dimensioni paragonabili al Golden Gate Bridge.

## Rischio impatto con la Terra
La NASA ha classificato l'asteroide come "potenzialmente pericoloso". Il passaggio più ravvicinato alla Terra in base ai calcoli dei parametri orbitali durante il presente secolo è avvenuto il 21 marzo 2021 alla distanza di 2016351 km, pari a 5,2 volte la distanza della Luna dal nostro pianeta.